# Championnats d'Afrique d'haltérophilie 2004
Navigation
Édition précédente Édition suivante
Les championnats d'Afrique d'haltérophilie 2004 sont la 16e édition des championnats d'Afrique d'haltérophilie. Ils se déroulent du 3 au 6 mai 2004 à Tunis en Tunisie.

## Médaillés

### Hommes
| Épreuve     | Or                           | Argent                       | Bronze                     |       |       |
| 56 kg       | 56 kg                        | 56 kg                        | 56 kg                      | 56 kg | 56 kg |
| ----------- | ---------------------------- | ---------------------------- | -------------------------- | ----- | ----- |
| Arraché     | Nafa Benami 107,5 kg         | Adnane Ben Chikha 105 kg     | Mustapha Buihamghit 100 kg |       |       |
| Épaulé-jeté | Nafa Benami 132,5 kg         | Adnane Ben Chikha 120 kg     | Ismail Katamba 117,5 kg    |       |       |
| Total       | Nafa Benami 240 kg           | Adnane Ben Chikha 225 kg     | Saadeddine Sahib 205 kg    |       |       |
| 62 kg       |                              |                              |                            |       |       |
| Arraché     | Atef Jarray 125 kg           | Gbenga Oluponna 115 kg       | Mairif Souhil 110 kg       |       |       |
| Épaulé-jeté | Atef Jarray 150 kg           | Gbenga Oluponna 147,5 kg     | Mairif Souhil 135 kg       |       |       |
| Total       | Atef Jarray 275 kg           | Gbenga Oluponna 262,5 kg     | Mairif Souhil 245 kg       |       |       |
| 69 kg       |                              |                              |                            |       |       |
| Arraché     | Youssef Sebaï 147,5 kg       | Tientchen Dabaya 145 kg      | Abdelmonem Yahiaoui 130 kg |       |       |
| Épaulé-jeté | Tientchen Dabaya 185 kg      | Youssef Sebaï 180 kg         | Nabil Bouhouch 160 kg      |       |       |
| Total       | Tientchen Dabaya 330 kg      | Youssef Sebaï 327,5 kg       | Abdelmonem Yahiaoui 290 kg |       |       |
| 77 kg       |                              |                              |                            |       |       |
| Arraché     | Mohamed Eshtiwi 150 kg       | Dare Alabi 135 kg            | Anthony Darryn 122,5 kg    |       |       |
| Épaulé-jeté | Dare Alabi 182,5 kg          | Mohamed Eshtiwi 175 kg       | Abdelmajed Wahmane 145 kg  |       |       |
| Total       | Mohamed Eshtiwi 325 kg       | Dare Alabi 317,5 kg          | Anthony Darryn 267,5 kg    |       |       |
| 85 kg       |                              |                              |                            |       |       |
| Arraché     | Richard Scheer 150 kg        | Jacob Edward 145 kg          | Hamza Abughalia 142,5 kg   |       |       |
| Épaulé-jeté | Oliver Longue 182,5 kg       | Hamza Abughalia 182,5 kg     | Samir Kadri 182,5 kg       |       |       |
| Total       | Jacob Edward 327,5 kg        | Hamza Abughalia 325 kg       | Samir Kadri 325 kg         |       |       |
| 94 kg       |                              |                              |                            |       |       |
| Arraché     | Moez Hannachi 170 kg         | Lawi Rilwan 150 kg           | Abdallah Abderrahim 150 kg |       |       |
| Épaulé-jeté | Moez Hannachi 185 kg         | Abdallah Abderrahim 182,5 kg | Steven Baccus 180 kg       |       |       |
| Total       | Moez Hannachi 355 kg         | Abdallah Abderrahim 332,5 kg | Steven Baccus 327,5 kg     |       |       |
| 105 kg      |                              |                              |                            |       |       |
| Arraché     | Boulahia Tayeb 135 kg        | El Adham Salaheddin 132,5 kg | Aboubaker Baour 130 kg     |       |       |
| Épaulé-jeté | El Adham Salaheddin 180 kg   | Boulahia Tayeb 170 kg        | Aboubaker Baour 167,5 kg   |       |       |
| Total       | El Adham Salaheddin 312,5 kg | Boulahia Tayeb 305 kg        | Aboubaker Baour 297,5 kg   |       |       |
| +105 kg     |                              |                              |                            |       |       |
| Arraché     | Abdesattar Habassi 175 kg    | Mike Enamson 150 kg          | Danny Kemadjou 145 kg      |       |       |
| Épaulé-jeté | Abdesattar Habassi 200 kg    | Mike Enamson 200 kg          | Danny Kemadjou 170 kg      |       |       |
| Total       | Abdesattar Habassi 375 kg    | Mike Enamson 350 kg          | Danny Kemadjou 315 kg      |       |       |

### Femmes
| Épreuve     | Or                            | Argent                       | Bronze                      |       |       |
| 48 kg       | 48 kg                         | 48 kg                        | 48 kg                       | 48 kg | 48 kg |
| ----------- | ----------------------------- | ---------------------------- | --------------------------- | ----- | ----- |
| Arraché     | Portia Charmaine Vries 65 kg  | Julie Matatiken 60 kg        | Dalila Acheria 55 kg        |       |       |
| Épaulé-jeté | Portia Charmaine Vries 85 kg  | Dalila Acheria 82,5 kg       | Julie Matatiken 70 kg       |       |       |
| Total       | Portia Charmaine Vries 150 kg | Dalila Acheria 137,5 kg      | Julie Matatiken 130 kg      |       |       |
| 53 kg       |                               |                              |                             |       |       |
| Arraché     | Lobna Maatoug 67,5 kg         | Clementina Agricole 65 kg    | Safia Kouri 60 kg           |       |       |
| Épaulé-jeté | Safia Kouri 85 kg             | Lobna Maatoug 85 kg          | Clementina Agricole 82,5 kg |       |       |
| Total       | Lobna Maatoug 152,5 kg        | Clementina Agricole 147,5 kg | Safia Kouri 145 kg          |       |       |
| 58 kg       |                               |                              |                             |       |       |
| Arraché     | Loubaba Ben Chouba 77,5 kg    | Wahiba Belghandi 70 kg       | Hafida Samlali 60 kg        |       |       |
| Épaulé-jeté | Loubaba Ben Chouba 95 kg      | Wahiba Belghandi 90 kg       | Islam Majidi 70 kg          |       |       |
| Total       | Loubaba Ben Chouba 172,5 kg   | Wahiba Belghandi 160 kg      | Hafida Samlali 130 kg       |       |       |
| 63 kg       |                               |                              |                             |       |       |
| Arraché     | Hayet Sassi 98 kg             | Leila Lassouani 97,5 kg      | Wafa Ammouri 65 kg          |       |       |
| Épaulé-jeté | Leila Lassouani 127,5 kg      | Hayet Sassi 120 kg           | Wafa Ammouri 85 kg          |       |       |
| Total       | Leila Lassouani 225 kg        | Hayet Sassi 217,5 kg         | Wafa Ammouri 150 kg         |       |       |
| 69 kg       |                               |                              |                             |       |       |
| Arraché     | Madeleine Yamechi 102,5 kg    | Janet Thelermont 95 kg       | Habiba Tahri 70 kg          |       |       |
| Épaulé-jeté | Janet Thelermont 130 kg       | Madeleine Yamechi 127,5 kg   | Habiba Tahri 85 kg          |       |       |
| Total       | Madeleine Yamechi 230 kg      | Janet Thelermont 225 kg      | Habiba Tahri 155 kg         |       |       |
| 75 kg       |                               |                              |                             |       |       |
| Arraché     | Judith Mbundah 177,5 kg       | Babalwa Ndleleni 175 kg      | Sabeh Jerbi 165 kg          |       |       |
| Épaulé-jeté | Judith Mbundah 77,5 kg        | Babalwa Ndleleni 75 kg       | Sabeh Jerbi 72,5 kg         |       |       |
| Total       | Judith Mbundah 100 kg         | Babalwa Ndleleni 100 kg      | Sabeh Jerbi 92,5 kg         |       |       |
| +75 kg      |                               |                              |                             |       |       |
| Arraché     | Kheïra Hamani 90 kg           | Manal Hasnawi 90 kg          | Bahija Fadil 75 kg          |       |       |
| Épaulé-jeté | Kheïra Hamani 105 kg          | Manal Hasnawi 100 kg         | Bahija Fadil 92,5 kg        |       |       |
| Total       | Kheïra Hamani 195 kg          | Manal Hasnawi 190 kg         | Bahija Fadil 167,5 kg       |       |       |